# Белухин, Евгений Николаевич
Евгений Николаевич Белухин (укр. Євген Миколайович Бєлухін; род. 20 августа 1983, Арзамас-16, Горьковская область) — российский и украинский хоккеист, нападающий.

## Биография
Уроженец Сарова, воспитанник нижегородского «Торпедо». Начинал играть в сезоне 1999/2000 первой лиги за «Торпедо-2». В сезоне 2001/02 выступал в высшей лиге за «Мотор» Заволжье. В следующем сезоне дебютировал в высшей лиге за «Торпедо», в составе которого в сезоне 2003/04 провёл 38 матчей в РХЛ. Затем играл в высшей лиге за «Торпедо» и «Саров» (2004/05), «Нефтяник» Альметьевск (2005/06 — 2008/09). Играл в КХЛ за команды «Лада» Тольятти (2009/10) и «Металлург» Новокузнецк (2010/11). Выступал за украинский «Донбасс» Донецк в ВХЛ (2011/12) и КХЛ (2012/13 — 2013/14). Играл за команды «Сарыарка» Караганда (Казахстан, ВХЛ, 2014/15), «Торпедо» Усть-Каменогорск (Казахстан, ВХЛ, 2015/16 — 2016/17, 2018/19), «Шахтёр» Солигорск (Белоруссия, 2017/18), «Донбасс» (Украина) и «Чэнтоу» (Китай, ВХЛ) — 2019/20.
Победитель хоккейного турнира зимней Универсиады 2011.
В апреле 2014 года получил украинское гражданство. Участник чемпионата мира 2014 (первый дивизион) в составе сборной Украины.
Тренер в школе «Торпедо» НН (с 2020 года).